# Hu Jia (saltador)
Hu Jia (Wuhan, República Popular China, 10 de enero de 1983) es un clavadista o saltador de trampolín chino especializado en plataforma de 10 metros, donde consiguió ser campeón mundial en 2001 en los saltos sincronizados.

## Carrera deportiva
En el Campeonato Mundial de Natación de 2001 celebrado en Fukuoka (Japón) ganó la medalla de oro en los saltos sincronizados desde la plataforma de 10 metros, con una puntuación de 361 puntos, por delante de los mexicanos y ucranianos, siendo su compañero de saltos Tian Liang.